# Escos
Escos en francés y oficialmente, Ezkoze en euskera y Escòs en occitano, es una localidad y comuna francesa situada en el departamento de Pirineos Atlánticos, en la región Aquitania. 
Aunque históricamente formó parte del reino de Navarra durante el Antiguo Régimen, habitualmente no aparece como perteneciente a la Baja Navarra aunque estuvo vinculada con la llamada Tierra de Mixa.

## Geografía
Administrativamente, también depende del Distrito de Pau y del cantón de Orthez y Tierras de Ríos y Sal. Está a 75,2 km por carretera de Pau, a 48,1 km de Oloron-Sainte-Marie, y a 29,1 km de Orthez
La comuna está atravesada por el torrente pirenaico de Oloron, afluente del de Pau, y limita, administrativamente, al norte con la comuna de Auterrive, al este con Castagnède, al oeste con Labastide-Villefranche, al suroeste con Oraàs y al sur con Abitain.
Su término está atravesado por las aguas del Gave d'Oloron.

## Etimología
Escos proviene de la raíz botánica vasca ezk- que dio ezkurr ("bellota") o ezki ("tilo") y el sufijo aquitano os.

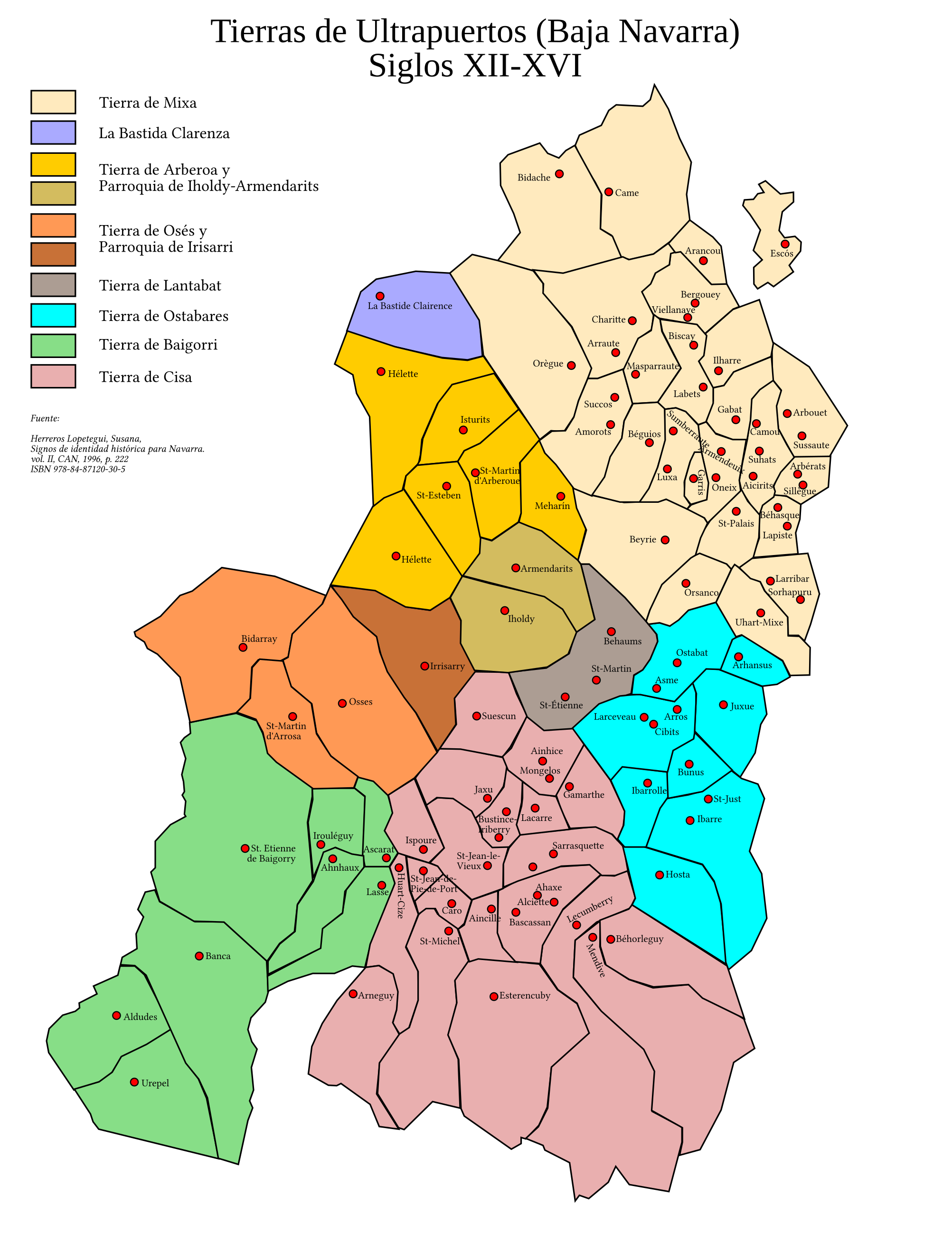
Tierras de Ultrapuertos (Baja Navarra). Siglos XII-XVI donde se muestra el territorio de Escos arriba, a la derecha, separado del resto.

## Demografía
| Gráfica de evolución demográfica de Escos entre 1800 y 2012 |
|                                                             |

Fuentes: Ldh/EHESS/Cassini e INSEE.

## Historia
El historiador Paul Raymond señala que Escos era una dependencia de la diócesis de Dax y del ducado de Agramont.
Escos era una localidad navarra, aunque su pertenencia actual sea al cantón de Salies. En un cuadernillo de cuentas de 1293 consta que este «pequeño territorio enclavado en el vizcondado de Bearne había optado por acogerse a la protección del soberano navarro mediante el pago de 20 sueldos anuales en concepto de francaje.» Esto no fue sino seguir la senda trazada por otras villas, como Bergouey y Bidache que desde 1266 se habían acogido igualmente a tal protección y salvaguarda.
En la actualidad queda una leve huella administrativa que habla de esta antigua pertenencia a Escos en la Baja Navarra: el municipio es miembro permanente de la Commission syndicale du Bois de Mixe, como coproprietario de tierras indivisas situadas en Tierra de Mixa, entre Bidache y Saint-Palais.
Sin embargo, una cuarta parte del pueblo no pertenecía al mismo reino que el centro de la ciudad: "Lagarde d'Escos" ya que en realidad estaba bajo la jurisdicción de Hastingues y, como tal, estaba en "Francia", en especie en el territorio de la senescalía de Dax. Continuamente conectado con el resto de Gascuña, este caserío es, por tanto, una avanzadilla hacia el sur.
Además, mientras que la comuna ahora está separada de Ilharre por los bosques de Lahire, en el territorio de la comuna de Abitain, los límites de la parroquia no eran los mismos durante el antiguo régimen, y la Baja Navarra estaba todo de una sola pieza, mientras que por el contrario Labastide-Villefranche estaba separada del resto del Bearne: el mapa del Atlas historique du Béarn, semblable sur ce point à la carte de Hubert Jaillot de la Baja Navarra de 1689 muestra claramente una continuidad entre Escos e Ilharre. Los detalles de la ruta se especifican en el mapa adjunto al artículo de Pierre Tucoo-Chala: el municipio de Abitain no era tan extenso como hoy y la frontera entre Bearne y Navarra se ubicaba en la Edad Media a lo largo de la "horse d'Abitain", que era una zanja que todavía se adivina, al parecer, no lejos de la carretera al sur de Escos; los bosques hoy en el territorio de Abitain, al sur de Tachouères, son navarros en el mapa elaborado por Pierre Tucoo-Chala.
Escos ha sido parte del Cantón de Bidache hasta el 14 de julio de 1819.